# Morvant Caledonia United
El Morvant Caledonia United és un club de Trinitat i Tobago de futbol de la ciutat de Morvant.

## Història
El club va ser fundat el 1979. L'any 2005, el Caledonia AIA es fusionà amb l'Arima/Morvant Fire i adoptà el nom Caledonia AIA Fire. El 2006 se separà i retornà al seu nom original. Posteriorment adoptà el nom Morvant Caledonia United.

## Palmarès
- Copa de Trinitat i Tobago de futbol:[2]
  - 2008, 2011–12, 2012–13

- Pro Bowl de Trinitat i Tobago:[2]
  - 2008

- First Citizens Bank Cup:[2]
  - 2011, 2012

- Lucozade Sport Goal Shield:[2]
  - 2012

- Camipionat de clubs de la CFU:
  - 2012